# Isaak van Ostade
Isaak van Ostade, noto anche con la grafia Isaac (Haarlem, 1621 – Haarlem, 1649), è stato un pittore olandese.

## Biografia
Imparò il mestiere dal fratello Adrian, più grande di undici anni, assorbendone lo stile a tal punto che è molto difficile attribuire le opere di questo periodo all'uno o all'altro. Nel 1643 Isaak si iscrisse alla Gilda di San Luca di Haarlem, e fu attivo in quella regione fino alla morte prematura, a ventott'anni. 

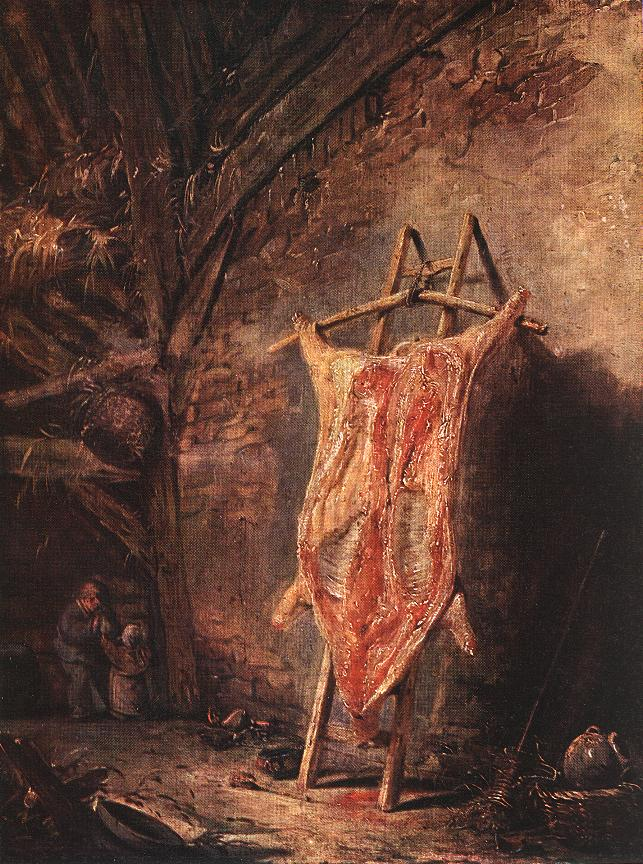
Maiale squartato, Museo di belle arti di Budapest

Nonostante la sua breve carriera artistica fu un autore molto prolifico, a cui sono riferiti circa 350 lavori, il 50% dei quali datato. I suoi lavori giovanili mostrano soprattutto interni domestici e sono del tutto affini a quelli del fratello, a parte un'intonazione meno umoristica e una tavolozza leggermente più calda. Più celebri sono i suoi lavori più maturi, legati a scene di vita agreste all'esterno, in cui dimostrò tutta la sua abilità nel creare le composizioni, spesso lungo linee diagonali, e intonare i colori. Tali qualità, dal XX secolo in poi, hanno reso Isaak più rinomato del fratello nella critica artistica.